# 静岡県道411号西天城高原線

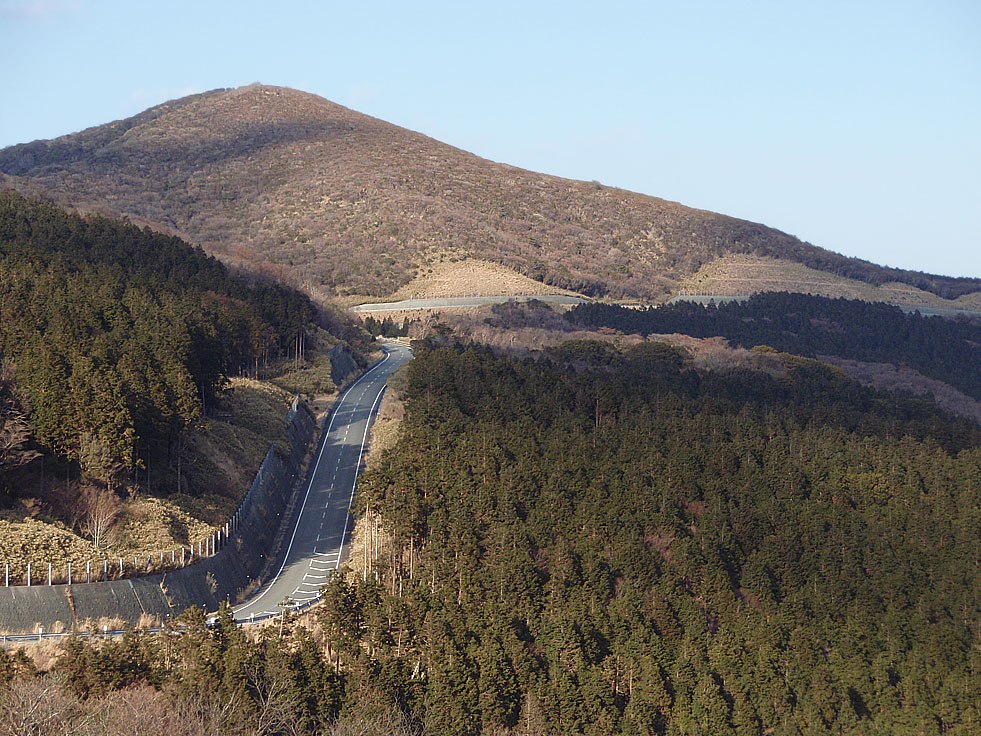
静岡県道411号西天城高原線
起点付近から北に向かって撮影
後の山は魂ノ山

静岡県道411号西天城高原線（しずおかけんどう411ごう にしあまぎこうげんせん）は静岡県伊豆市を通る一般県道である。

## 概要
1999年（平成11年）、第50回全国植樹祭が天城牧場で開かれた際、アクセス道路となる静岡県道59号伊東西伊豆線が天皇の行幸に堪えない悪路であったため、西伊豆スカイラインを延長する形で船原峠から起点までが伊豆スカイライン計画線に建設された。沿線には樹木が生えておらず、展望はすこぶる良い。
船原峠（土肥峠）から終点までは国道136号の旧道である。

### 路線データ
- 陸上距離 : 8.1km[要出典]
- 起点 : 伊豆市湯ヶ島（風早峠・静岡県道59号伊東西伊豆線交点）
- 終点 : 伊豆市上船原（国道136号交点）

## 接続路線
- 国道136号
- 静岡県道59号伊東西伊豆線
- 西伊豆スカイライン（現静岡県道127号船原西浦高原線）

## 通過する自治体
- 静岡県
  - 伊豆市